# Ридсвил (Џорџија)
Ридсвил (енгл. Reidsville) град је у америчкој савезној држави Џорџија. По попису становништва из 2010. у њему је живело 4.944 становника.

## Демографија
Према попису становништва из 2010. у граду је живело 4.944 становника, што је 2.709 (121,2%) становника више него 2000. године.
| Група             | 2000.         | 2010.         |
| Белци             | 1.264 (56,6%) | 2.295 (46,4%) |
| Афроамериканци    | 756 (33,8%)   | 2.344 (47,4%) |
| Азијати           | 10 (0,4%)     | 27 (0,5%)     |
| Хиспаноамериканци | 187 (8,4%)    | 257 (5,2%)    |
| Укупно            | 2.235         | 4.944         |